# Žan Tabak
Pour les articles homonymes, voir Tabak.
Žan Tabak (né le 15 juin 1970 à Split, Yougoslavie) est un joueur et entraîneur croate de basket-ball. En tant que joueur, il évoluait au poste de pivot. Après des débuts remarqués en Yougoslavie, il joue en Italie, en Turquie, en Espagne et dans le championnat NBA aux États-Unis et au Canada.

## Carrière
Après sa carrière de joueur, Tabak devient entraîneur. Il est entraîneur adjoint au Real Madrid et à Cajasol Séville avant d'obtenir un poste d'entraîneur du CB Girona, club de deuxième division espagnole (LEB Oro) en 2011. Il rejoint ensuite le Trefl Sopot, club de première division polonaise, à l'été 2012. Lorsque Duško Ivanović est licencié du poste d'entraîneur du Saski Baskonia Caja Laboral en première division espagnole, Tabak devient entraîneur de l'équipe avec un contrat courant jusqu'à la fin de la saison. À la fin de la saison, Sergio Scariolo est choisi pour devenir entraîneur du Saski Baskonia.
Tabak est ensuite adjoint de Pablo Laso, l'entraîneur du Real Madrid lors des saisons 2013-2014 et 2014-2015. Il est ensuite entraîneur du Baloncesto Fuenlabrada.
En novembre 2015, le Maccabi Tel-Aviv limoge l'entraîneur Guy Goodes et Tabak est choisi pour le remplacer.

## Clubs
- 1987-1990 :  Jugoplastika Split
- 1990-1992 :  KK Split
- 1992-1993 :  Baker Livorno
- 1993-1994 :  Recoaro Milan
- 1994-1995 :  Rockets de Houston (NBA)
- 1995-1998 :  Raptors de Toronto (NBA)
- 1998 :  Celtics de Boston (NBA)
- 1998-1999 :  Fenerbahçe Istanbul
- 1999-2001 :  Pacers de l'Indiana (NBA)
- 2001-2002 :  Real Madrid (Liga ACB)
- 2002-2004 :  DKV Joventut Badalona (Liga ACB)
- 2004-2005 :  Unicaja Málaga (Liga ACB)

## Palmarès

### Club
- 4 fois champion de Yougoslavie : Jugoplastika Split et KK Split (Croatie), (1988, 1989, 1990 et 1991)
- 3 Coupes d'Europe des clubs champions : Jugoplastika Split et KK Split (Croatie), (1989, 1990 et 1991)
- 2 Coupes de Yougoslavie : Jugoplastika Split et KK Split (Croatie), (1990 et 1991)
- Membre de l'équipe des Rockets de Houston championne NBA 1995 (sans jouer)
- Finaliste NBA 2000 avec les Pacers de l'Indiana
- Vainqueur de la Coupe du Roi, Unicaja Málaga (Espagne) en 2005

### Sélection nationale
- Médaillé d'argent aux Jeux olympiques 1992 de Barcelone